# FCW 15 Championship
Het FCW 15 Championship was een professioneel worstelkampioenschap dat georganiseerd werd door de Florida Championship Wrestling (FCW). Dit kampioenschap wordt betwist in 15 minuten durende Iron Man matchen. De titelhouder ontvangt, in tegenstelling tot andere kampioenschappen, geen riem maar wel een medaille. In augustus 2012 veranderde de WWE FCW Wrestling in NXT Wrestling.

## Titel geschiedenis
| Nr.              | Worstelaar       | #                | Datum             | Stad            | Aantekeningen                                                                |
| ---------------- | ---------------- | ---------------- | ----------------- | --------------- | ---------------------------------------------------------------------------- |
| 1                | Seth Rollins     | 1                | 13 januari 2011   | Tampa (Florida) | Versloeg Hunico in de finale van de "FCW 15 Jack Brisco Classic Tournament". |
| 2                | Damien Sandow    | 1                | 22 september 2011 | Tampa           |                                                                              |
| 3                | Richie Steamboat | 1                | 13 januari 2012   | Tampa           |                                                                              |
| 3                | Brad Maddox      | 1                | 21 juni 2012      | Tampa           |                                                                              |
| Titel opgeborgen | Titel opgeborgen | Titel opgeborgen | 14 augustus 2012  | Tampa           | De WWE veranderde de FCW Wrestling in NXT Wrestling.                         |

FCW 15 Championship · FCW Divas Championship · FCW Florida Heavyweight Championship · FCW Florida Tag Team Championship · FCW Southern Heavyweight Championship · Queen of FCW